# Eupatoriastrum
Eupatoriastrum é um género botânico pertencente à família Asteraceae.